# A Florada
A Florada é uma pintura de Antonio Ferrigno, um dos que melhor retrataram a cultura e as atividades relacionadas a produção de café. A data de criação é 1903. Está localizada em Museu do Ipiranga. Faz parte de uma série de pinturas realizadas por Ferrigno a partir de uma encomenda do proprietário da Fazenda Santa Gertrudes, Eduardo da Silva Prates, o Conde de Prates. No mesmo ano da criação, a tela, junto com outras cinco pinturas de Ferrigno, As Seis Grande Telas - A Florada, A Colheita, O Lavadouro, O Terreiro, Ensacamento do Café e Café para a Estação, sobre a mesma fazenda e o ciclo cafeeiro, participou com o aval do governo brasileiro da Exposição Universal de Saint Louis, em que obteve sucesso no objetivo de representar a vida no Brasil. Após, também, foi exposto em São Paulo tendo significativo sucesso e crítica do público. Um óleo sobre tela, a pintura tem 98 centímetros de altura e 147,5 centímetros de largura.
O tema da obra é a riqueza dos recursos naturais na produção cafeeira, enfatizando o status da Fazenda Santa Gertrurdes. A pintura tem elementos que remetem ao bucolismo, portanto não enfatizou a capacidade produtiva da propriedade. Na obra, há principalmente a representação da extensão da fazenda, em que se destaca sua grandiosidade. Há personagens femininas, no canto direito da tela, trabalhando.
As obras de Ferrigno sobre o café, incluindo A Florada, foram descritas como "verdadeiras jóias quanto ao tratamento como documento de uma cultura".